# Harvey Thomas Dunn
Harvey Thomas Dunn (8 marzo 1884 – 29 ottobre 1952) è stato un pittore statunitense.
È conosciuto per il quadro The Prairie is My Garden; in questo dipinto una madre e i suoi due figli raccolgono fiori nella prateria statunitense delle Grandi Pianure.
Fu uno degli insegnanti più influenti di Norman Rockwell, presso la Grand Central School of Art a New York, dove apprese le tecniche di illuminazione, composizione e narrazione visiva. Dunn incoraggiò Rockwell a sviluppare un approccio narrativo alle sue opere, che divenne una caratteristica distintiva del suo stile.